# Чёмео, Одри
Одри Чёмео (фр. Audrey Tcheuméo; род. 20 апреля 1990, Бонди, Франция) — французская дзюдоистка, серебряный и бронзовый призёр олимпийских игр (2012, 2016), чемпионка мира (2011), четырёхкратная чемпионка Европы по дзюдо (2011, 2016, 2017, 2024).

## Биография
В 2012 году на Олимпийских играх в Лондоне в четвертьфинале победила чемпионку Олимпиады 2008 года китайскую дзюдоистку Ян Сюли, но в полуфинале проиграла британской дзюдоистке Джемми Гиббонс (в итоге завоевавшей серебряную медаль), в борьбе за третье место победила венгерку Абигель Йоо и завоевала бронзовую медаль в весовой категории до 78 кг.
В августе 2016 года на Олимпийских играх в Рио-де-Жанейро в полуфинале победила бразильскую дзюдоистку Майру Агиар, но в финале проиграла американке Кайле Харрисон и в итоге завоевала серебряную медаль в весовой категории до 78 кг.
В мае 2023 года, в столице Катаре, на чемпионате мира, французская дзюдоистка в весовой категории до 78 кг стала обладателем серебряной медали, в финале не сумела победить израильскую спортсменку Инбар Ланир.

## Выступления на Олимпиадах
| Олимпиада           | Дисциплина              | Место   |
| ------------------- | ----------------------- | ------- |
| Лондон 2012         | дзюдо, женщины до 78 кг | 3 место |
| Рио-де-Жанейро 2016 | дзюдо, женщины до 78 кг | 2 место |